# Costa da Morte

Costa da Morte auf der Karte Galiciens

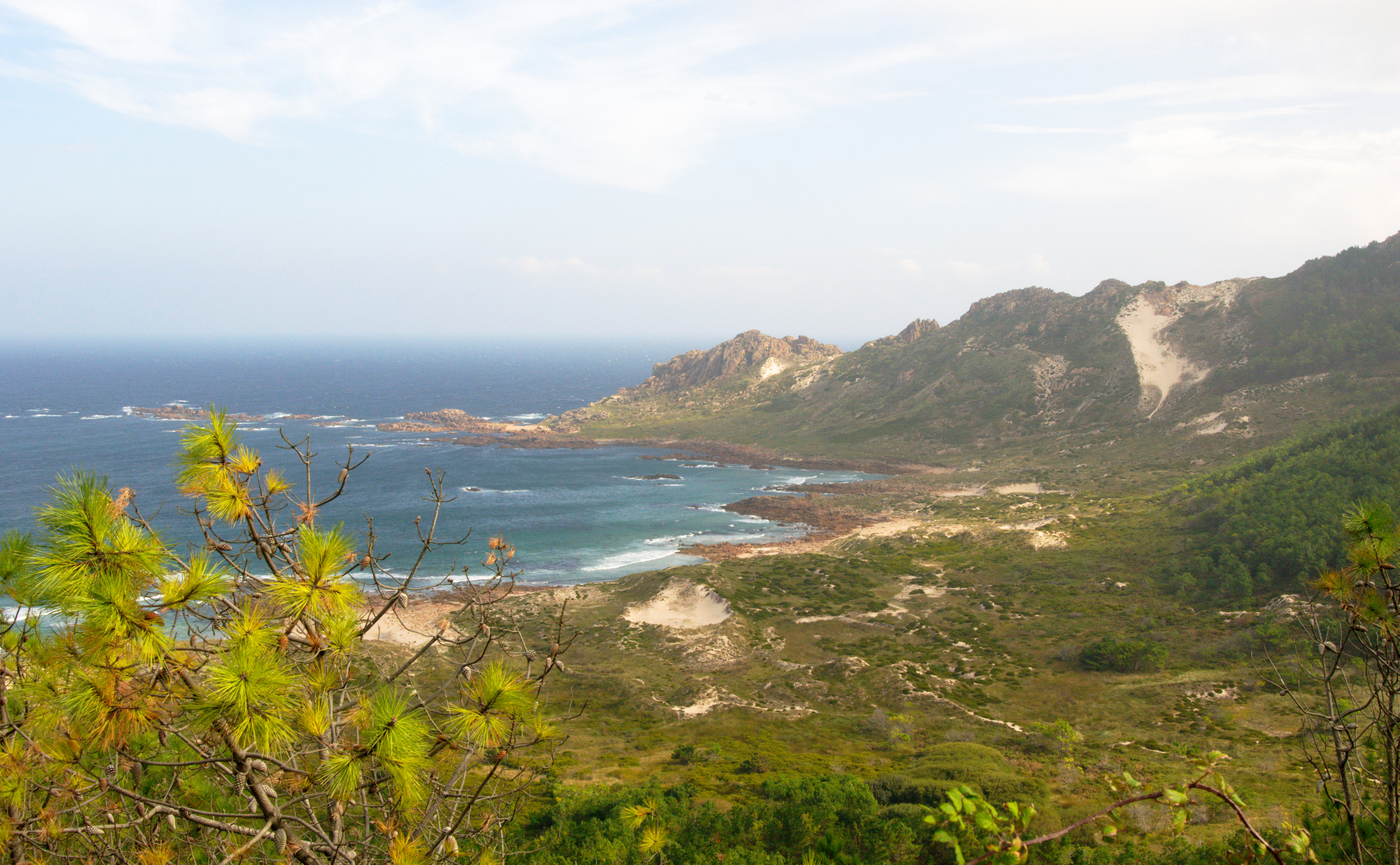
Dünenlandschaft und Naturschutzgebiet Arenal de Trece nördlich von Camariñas

Die Costa da Morte (galicisch; span. Costa de la Muerte, „Todesküste“) ist der zwischen Malpica westlich von A Coruña und dem Kap Finisterre gelegene Teil der Küste von Galicien (Spanien) im Nordwesten der iberischen Halbinsel. Ihren Namen erhielt sie wegen der schwierigen Bedingungen für die Seefahrt und den daraus resultierenden Schiffbrüchen und Toten. 
Der Küstenlinie sind fast keine Inseln vorgelagert, sie grenzt direkt an den Atlantischen Ozean. Die größten Buchten sind die Ría de Camariñas und die Ría de Corme y Laxe, die jedoch weniger tief ins Land eingeschnitten sind als die nordöstlich gelegenen Rías Altas und die südlich gelegenen Rías Baixas.
Die Costa da Morte ist der am weitesten westlich gelegene Küstenabschnitt Spaniens. Ihr westlichster Punkt ist das Kap Touriñán, bekannter ist jedoch das ca. 20 km weiter südlich gelegene Kap Finisterre. Dorthin führt der Camino a Fisterra, eine von Santiago de Compostela kommende Fortsetzung des Jakobsweges. Fisterra ist der galicische Name des Kaps, er leitet sich wie das spanische Finisterre vom lateinischen finis terrae (Ende der Erde) ab, was auf römische und vorrömische Legenden vom Ende der Welt hinweist. Die Costa da Morte hat die höchste Konzentration an vorzeitlichen Grabhügeln auf der Iberischen Halbinsel.
Mehrere Ölteppiche vom Tanker-Unglück der Prestige im Jahre 2002 beeinträchtigten das Ökosystem der Küste.
Das Land wurde im Namen Jakobi christianisiert, trotzdem bewahrten die Bewohner traditionelle Vorstellungen (Santa Compaña, der Riese Pedras de Abalar und die oszillierenden Steine oder, dass der Wind wilde Albträume hervorruft).